# Kottán György
Kottán György (Budapest, 1946. október 6. – 2023. szeptember 25.) magyar labdarúgó, edző.

## Pályafutása

### Labdarúgóként
Az MTK csapatában kezdte a labdarúgást. 1970. április 5-én a Diósgyőri VTK ellen mutatkozott be az élvonalban, ahol csapata 3–1-re győzött. Kottán a 35. percben állt be Becsei József helyére és öt perc múlva gólt szerzett. 1972-ben Ausztriába távozott, ahol osztrák állampolgárként a SK VÖEST Linzben szerepelt és tagja volt az 1974-es bajnokcsapatnak. Ezt követően Nyugat-Németországba szerződött, ahol a Bayer Uerdingen játékosa lett. 1979-ben az amerikai Los Angeles Aztecs csapatánál már segédedzőként is tevékenykedett, amikor abbahagyta az aktív labdarúgást.

### Edzőként
Elvégezte a kölni sportegyetemet, majd a Los Angeles Aztecs együttesénél a holland Rinus Michelstől tanulhatott.
2000 októbere és 2003 júniusa között a bangladesi labdarúgó-válogatott szakvezetőjeként dolgozott. 2003-ban megnyerték a Dél-Ázsia Kupát. Távozását követően két és fél évig nem volt szövetségi kapitánya a válogatottnak. A dakkai Muktidzsoddha Szangszad KC-hez szerződött, volt edzője a Churchill Brothers csapatának is.
Bangladesi szolgálatát befejezve Németországba visszatérve a FIFA Mobile Goal-projectjében (a harmadik világ országainak futballinfrastruktúra-fejlesztésében) tevékenykedett.
2009. február 21-től 2010-ig irányította a pakisztáni labdarúgó-válogatott szakmai munkáját, ahol korábban az 1970-es évek közepén Kalocsay Géza is tevékenykedett. Az UEFA edzőképzésének irányítója.

## Sikerei, díjai

### Játékosként
- Osztrák bajnokság
  - bajnok: 1973–74

### Edzőként
- A Daily Star Sport című lap az Év edzője címmel tüntette ki.
- 2000-ben Dél-Ázsia legjobb futballedzőjének választották.

## Külső hivatkozások
- Fussballdaten adatlap – (németül)
- NASL adatlap – (angolul)
- Kottán György. origo.hu. (Hozzáférés: 2012. augusztus 28.)
- Kottán György. sporthirado.hu. (Hozzáférés: 2012. augusztus 28.)
- Kottán György. data.7m.cn. [2016. március 8-i dátummal az eredetiből archiválva]. (Hozzáférés: 2012. augusztus 28.)